# Christian Meier
Christian Meier (Sussex, 21 februari 1985) is een voormalig Canadees wielrenner en veldrijder.

## Carrière
Meier behaalde bij de belofte meerdere nationale titels en wist in 2008 ook bij de elite Canadees kampioen te worden.
In 2014 maakte Meier zijn debuut in de Ronde van Frankrijk voor Orica GreenEDGE. Een dag voor de start van deze ronde, kreeg hij de bevestiging dat hij zijn teamgenoot Michael Matthews mocht vervangen. Zijn Australische teamgenoot was op training hard gevallen.

## Overwinningen
2008
- Nationaal kampioenschap op de weg, elite

2010
- Sprintklassement Ronde van het Baskenland

2013
- Sprintklassement Ronde van Catalonië

## Grote rondes
Eindklasseringen in grote rondes, met tussen haakjes het aantal etappeoverwinningen.
| Jaar | Ronde van Italië | Ronde van Frankrijk | Ronde van Spanje |
| ---- | ---------------- | ------------------- | ---------------- |
| 2008 |                  |                     |                  |
| 2009 |                  |                     | opgave           |
| 2010 |                  |                     |                  |
| 2011 |                  |                     |                  |
| 2012 | 135e             |                     |                  |
| 2013 | 143e             |                     |                  |
| 2014 |                  | 121e                |                  |
| 2015 |                  |                     |                  |
| 2016 |                  |                     |                  |

| Jaar | Amstel Gold Race | Luik-Bast.‑Luik | Ronde van Lombardije | Parijs-Tours | Waalse Pijl |  | WK op de weg |
| ---- | ---------------- | --------------- | -------------------- | ------------ | ----------- |  | ------------ |
| 2008 |                  |                 |                      | 115e         |             |  | opgave       |
| 2009 | opgave           | opgave          | 84e                  |              | 146e        |  |              |
| 2010 | 110e             | opgave          | opgave               |              | 120e        |  | opgave       |
| 2011 |                  |                 |                      |              |             |  |              |
| 2012 | opgave           | 104e            | opgave               | opgave       | 99e         |  |              |
| 2013 | opgave           | 105e            | opgave               |              | 90e         |  | opgave       |
| 2014 | opgave           | 115e            | opgave               |              | opgave      |  | opgave       |
| 2015 | opgave           |                 | 76e                  |              | opgave      |  |              |
| 2016 |                  | 97e             |                      |              | 78e         |  |              |

## Ploegen
- 2005 -  Symmetrics Cycling Team
- 2006 -  Symmetrics Cycling Team
- 2007 -  Symmetrics Cycling Team
- 2008 -  Symmetrics Cycling Team
- 2008 -  Team Garmin-Chipotle (stagiair)
- 2009 -  Team Garmin-Slipstream
- 2010 -  Team Garmin-Transitions
- 2011 -  UnitedHealthcare Pro Cycling
- 2012 -  Orica GreenEDGE
- 2013 -  Orica GreenEDGE
- 2014 -  Orica GreenEDGE
- 2015 -  Orica GreenEDGE
- 2016 -  Orica GreenEDGE

Caldwell ·
Cozza ·
Danielson · 
Dean ·
Dekkers ·
Donald ·
Duggan ·
Duijn ·
Euser ·
Farrar ·
Friedman ·
Frischkorn (tot 30/09) ·
Hesjedal ·
Lowe ·
Maaskant ·
Martin ·
Meier ·
Meyer ·
Millar · 
Pate ·
Patour ·
Peterson ·
Sutton ·
Tuft ·
Vande Velde ·
van der Velde ·
Wiggins ·
Zabriskie ·
Howes (stagiair)
Bobridge ·
Carlsen ·
Cozza ·
Danielson · 
Dean ·
Duggan ·
Farrar ·
Fischer ·
Hesjedal ·
Hunter ·
Kessiakoff ·
M. Kreder ·
Lowe ·
Maaskant ·
Martin ·
Meier ·
C. Meyer ·
T. Meyer ·
Millar · 
Pate ·
Peterson ·
Stetina ·
Tuft ·
Vande Velde ·
van der Velde ·
Vansummeren ·
Wilson ·
Zabriskie ·
Fairly (stagiair) ·
R. Kreder (stagiair) ·
Talansky (stagiair)
Albasini · Beppu · Bewley · Bobridge · Clarke · Cooke · Davis · Dean · Docker · Durbridge · Gerrans · Goss · Hepburn · Howard · Impey · Keukeleire · Kruopis · Lancaster · Langeveld · McEwen · Meier · C.Meyer · T.Meyer · Mouris · O'Grady · Sulzberger · Teklehaimanot · Tuft · Vaitkus · Weening · Wilson
Albasini · Beppu · Bewley · Clarke · Cooke · Davis · Docker · Durbridge · Gerrans · Goss · Hepburn · Howard · Howson (stagiair) · Impey · Kang (stagiair) · Keukeleire · Kruopis · Lancaster · Langeveld · Matthews · Meier · C.Meyer · T.Meyer · Mouris · O'Grady · Sulzberger · Teklehaimanot · Tuft · Vaitkus · Weening
Albasini · Bewley · Chaves · Clarke · Docker · Durbridge · Ewan · Gerrans · Goss · Hayman · Hepburn · Howard · Howson · Impey · Keukeleire · Kruopis · Lancaster · Matthews · Meier · C.Meyer · Mouris · Santaromita · Schurter · Tuft · Weening · A.Yates · S.Yates · Cort (stagiair)
Albasini · Bewley · Blythe · Chaves · Clarke · Cort · Docker · Durbridge · Ewan · Gerrans · Hayman · Hepburn · Howard · Howson · Impey · Keukeleire · Lancaster · Matthews · Meier · C.Meyer · Mouris · Santaromita · Tuft · Weening · A.Yates · S.Yates
Albasini · Bewley · Chaves · Cheung · Cort · Docker · Durbridge · Edmondson · Ewan · Gerrans · Haig · Hayman · Hepburn · Howson · Impey · Juul-Jensen · Keukeleire · Matthews · Meier · Mezgec · Plaza · Power · Tuft · Txurruka · Verona · A.Yates · S.Yates · Schultz (stagiair)